# Mycobacterium avium subsp. paratuberculosis
Mycobacterium avium subsp. paratuberculosis (лат., MAP) — подвид патогенных микобактерий, вызывающий болезнь Йоне у различных животных, в том числе у приматов (ближайших родственников человека в царстве животных). Предположительно ответственен за развитие болезни Крона у человека.

## MAP и болезнь Крона
Достоверно доказана способность бактерии MAP инициировать и поддерживать инфекционный и воспалительный процессы в желудочно-кишечном тракте многих видов животных, включая приматов. Некоторые животные, подверженные болезни Йоне вследствие заражения бактерией MAP:
- Жвачные: крупный рогатый скот, овцы, козы, олени, лоси, антилопы, зубры
- Псевдожвачные: ламы, верблюды, альпака
- Нежвачные: свиньи, лошади, кролики, куры, лисы, приматы[2]

Бактерия MAP также была обнаружена в значительно бо́льших количествах в тканях пациентов-людей с болезнью Крона по сравнению с пациентами с язвенным колитом и со здоровой популяцией.
В данный момент проводится третья (финальная) фаза клинических испытаний комбинированного препарата для лечения болезни Крона, нацеленного на уничтожение бактерии MAP и содержащего в одной капсуле антибиотики и антибактериальные препараты:
- Кларитромицин 95 мг
- Рифабутин 45 мг
- Клофазимин 10 мг

Ежедневная дозировка — 5 капсул, продолжительность приёма — минимум 12 месяцев. По итогам третьей фазы клинических испытаний, препарат показал отличные результаты в улучшении самочувствия и достижении ремиссии у пациентов с Болезнью Крона . Протокол разработан австралийским гастроэнтерологом Томасом Бороди, ранее участвовавшим в разработке инновационной комбинированной терапии язвенной болезни желудка, нацеленной на уничтожение бактерии Helicobacter pylori.